# Kuiji
Kuiji ( 窺基, K'uei-chi, 632 - 682) was een Chinese boeddhistische monnik. Hij was een leerling van Xuanzang en stichtte samen met zijn leraar de Faxiang-school, de oost-aziatische variant van de Yogācāra-school. 
Kuiji werd op zijn zeventiende ingewijd tot monnik en werd op zijn 25e leerling van Xuanzang. Hij ging werken op diens vertaalafdeling in Chang'an. Daar werkte Xuanzang onder andere aan een vertaling van de Triṃśikā-vijñaptimātratā ("Dertig verzen over louter bewustzijn", ook bekend als Vijñaptimãtratãsiddhi). Deze vertaling kreeg als titel Cheng Weishi Lun (成唯識論, "Verhandeling over de volmaaktheid van louter bewustzijn") en vormde de basis van de faxiang-school. Op latere leeftijd schreef Kuiji er een commentaar op en systematiseerde hij de geschriften van zijn leraar.